# Curs d'Orientació Universitària
Curs d'Orientació Universitària (o COU abreviat) era un curs que s'havia de fer a Espanya dels 17 als 18 anys segons el sistema educatiu anterior a la LOGSE per entrar a la universitat després d'haver fet el batxillerat unificat polivalent (BUP), dels 14 als 17.

## Conceptes relacionats del sistema educatiu
Les altres etapes del sistema educatiu espanyol eren:
- EGB (ensenyament general bàsic, obligatori dels 6 als 14 anys)
- BUP i COU (després de l'EGB i abans de la universitat)
- FP (formació professional, després de l'EGB)